# مارتین فریدک (بازیکن فوتبال، زاده ۱۹۶۹)
مارتین فریدک (چکی: Martin Frýdek؛ زادهٔ ۹ مارس ۱۹۶۹) بازیکن سابق و مربی فوتبال اهل جمهوری چک است.
از باشگاه‌هایی که در آن بازی کرده‌است می‌توان به باشگاه فوتبال دوکلا پراگ، دوکلا پراگ، باشگاه فوتبال اسپارتا پراگ، باشگاه فوتبال بایر ۰۴ لورکوزن، باشگاه فوتبال دویسبورگ، و باشگاه فوتبال تپلیس اشاره کرد.
وی همچنین در تیم‌های ملی فوتبال چکسلواکی و جمهوری چک بازی کرده‌است.